# Lichte haakbladroller
De lichte haakbladroller (Ancylis diminutana) is een vlinder uit de familie bladrollers (Tortricidae). De wetenschappelijke naam is voor het eerst geldig gepubliceerd in 1811 door Haworth.
De soort komt voor in Europa.